# 50th Inmarsat Safari Rally
Resultados do 50th Inmarsat Safari Rally.

## Classificação Final
| Pos | N.º  | Piloto Co-piloto                  | Nacionalidade             | Carro                                              | Tempo                |
| --- | ---- | --------------------------------- | ------------------------- | -------------------------------------------------- | -------------------- |
| 1   | 5 M  | Colin McRae Nicky Grist           | Reino Unido · Reino Unido | Ford Focus WRC Ford Motor Co                       | 7:58.28,0 0          |
| 2   | 3 M  | Harri Rovanperä Risto Pietiläinen | Finlândia · Finlândia     | Peugeot 206 WRC Peugeot Total                      | 8:01.18,9 2.50,9     |
| 3   | 20   | Thomas Rådström Denis Giraudet    | Suécia · França           | Citroën Xsara WRC Automobiles Citroën              | 8:17.06,6 18.38,6    |
| 4   | 6 M  | Markko Märtin Michael Park        | Estónia · Reino Unido     | Ford Focus WRC Ford Motor Co                       | 8:19.56,0 21.28,0    |
| 5   | 21   | Sébastien Loeb Daniel Elena       | França · Mónaco           | Citroën Xsara WRC Automobiles Citroën              | 8:20.16,1 21.48,1    |
| 6   | 23   | Gilles Panizzi Hervé Panizzi      | França · França           | Peugeot 206 WRC Peugeot Total                      | 8:33.09,0 34.41,0    |
| 7   | 16 M | Roman Kresta Jan Tománek          | Chéquia · Chéquia         | Škoda Octavia WRC Škoda Motorsport                 | 8:53.06,1 54.38,1    |
| 8   | 19 M | Juha Kankkunen Juha Repo          | Finlândia · Finlândia     | Hyundai Accent WRC Hyundai Castrol W.R.T.          | 9:09.59,5 1:11.31,5  |
| 9   | 8 M  | Alister McRae David Senior        | Reino Unido · Reino Unido | Mitsubishi Lancer WRC Marlboro Mitsubishi Ralliart | 9:15.41,2 1:17.13,2  |
| 10  | 74 P | Karamjit Singh Allen Oh           | MAS                       | Proton Pert Petronas EON Racing Team               | 10:27.55,2 2:29.27,2 |
| 11  | 118  | Rudi Stohl Christoph Wikus        | Áustria · Áustria         | Mitsubishi Lancer Evo 6                            | 13:12.32,4 5:14.05,3 |

## Abandonos
| SS  | N.º  | Piloto Co-piloto                      | Nacionalidade             | Carro                                              | Classe         |           |
| --- | ---- | ------------------------------------- | ------------------------- | -------------------------------------------------- | -------------- | --------- |
| R8  | 1 M  | Richard Burns Robert Reid             | Reino Unido · Reino Unido | Peugeot 206 WRC Peugeot Total                      |                |           |
| R1  | 2 M  | Marcus Grönholm Timo Rautiainen       | Finlândia · Finlândia     | Peugeot 206 WRC Peugeot Total                      | Motor          |           |
| R8  | 4 M  | Carlos Sainz Luís Moya                | Espanha · Espanha         | Ford Focus WRC Ford Motor Co                       | Oil pump →     |           |
| R3  | 7 M  | François Delecour Daniel Grataloup    | França · França           | Mitsubishi Lancer WRC Marlboro Mitsubishi Ralliart | Motor          |           |
| R8  | 10 M | Tommi Mäkinen Kaj Lindström           | Finlândia · Finlândia     | Subaru Impreza WRC 555 Subaru World Rally Team     | Suspension →   |           |
| R4  | 11 M | Petter Solberg Phil Mills             | Noruega · Reino Unido     | Subaru Impreza WRC 555 Subaru World Rally Team     | Motor          |           |
| R7  | 14 M | Kenneth Eriksson Tina Thörner         | Suécia · Suécia           | Škoda Octavia WRC Škoda Motorsport                 | Caixa de velo. |           |
| R4  | 15 M | Toni Gardemeister Paavo Lukander      | Finlândia · Finlândia     | Škoda Octavia WRC Škoda Motorsport                 | A 8            |           |
| R2  | 17 M | Armin Schwarz Manfred Hiemer          | Alemanha · Alemanha       | Hyundai Accent WRC Hyundai Castrol W.R.T.          |                |           |
| R1  | 18 M | Freddy Loix Sven Smeets               | Bélgica · Bélgica         | Hyundai Accent WRC Hyundai Castrol W.R.T.          | A 8            |           |
| R5  | 32   | Frédéric Dor Didier Breton            | França · França           | Subaru Impreza WRC                                 | Suspensão      |           |
| R12 | 52 P | Marcos Ligato Rubén García            | Argentina · Argentina     | Mitsubishi Lancer Evo 6                            | N 4            | Suspensão |
| R3  | 53 P | Alex Fiorio Vittorio Brambilla        | Itália · Itália           | Mitsubishi Lancer Evo 7 Ralliart Italia            | Suspensão      |           |
| R11 | 57 P | Toshi Arai Tony Sircombe              | Japão · Nova Zelândia     | Subaru Impreza WRX STI Spike Subaru Team           | N 4            |           |
| R7  | 71 P | Stefano Marrini Tiziana Sandroni      | Itália · Itália           | Mitsubishi Lancer Evo 4                            | Suspensão      |           |
| R4  | 100  | Rory Green Orson Taylor               | Quênia · Quênia           | Subaru Impreza 555                                 | A 8            | Mecânica  |
| R1  | 101  | Shahnawaz Murji Mo Verjee             | Reino Unido · Quênia      | Subaru Impreza 555                                 | Acidente       |           |
| R8  | 102  | John Lloyd Adrian Cavenagh            | Reino Unido · Quênia      | Mitsubishi Lancer Evo 4                            | A 8            | Eléctrico |
| R4  | 103  | Nigel Heath Steve Lancaster           | Reino Unido · Reino Unido | Subaru Impreza WRC                                 | Mecânica       |           |
| R7  | 105  | Rob Hellier Des Page-Morris           | Quênia · Quênia           | Mitsubishi Lancer Evo 3                            | A 8            |           |
| R7  | 107  | Charles Muhanji Frank Nekusa          | Uganda · Uganda           | Subaru Impreza 555                                 |                |           |
| R1  | 108  | Jean-Pierre Richelmi Freddy Delorme   | Mónaco · França           | Mitsubishi Lancer Evo 7                            | N 4            |           |
| R2  | 109  | Azar Anwar Daniel Maxwell             | Quênia · Quênia           | Mitsubishi Lancer Evo 6                            |                |           |
| R3  | 110  | Gabriel Raies José Volta              | Argentina · Argentina     | Mitsubishi Lancer Evo 7                            | N 4            | Suspensão |
| R2  | 111  | Phineas Kimathi Dave Macharia         | Quênia · Quênia           | Subaru Impreza WRX                                 | Mecânica       |           |
| R9  | 112  | Lee Rose Piers Daykin                 | Quênia · Quênia           | Subaru Impreza 555                                 | A 8            |           |
| R4  | 113  | Juan Pablo Raies Rodolfo Ortíz        | Argentina · Argentina     | Mitsubishi Lancer Evo 6                            | Mecânica       |           |
| R5  | 114  | Meschell van Tongeren Annette Preston | Quênia · Quênia           | Subaru Impreza 555                                 | A 8            |           |
| R12 | 115  | Kailesh Chauhan Frank Gitau           | Quênia · Quênia           | Subaru Forester                                    | Transmissão    |           |
| R9  | 116  | Masayuki Yamada Shunichi Washio       | Japão · Japão             | Subaru Impreza 555                                 | N 4            |           |
| R9  | 117  | Don Smith Adrian Wroe                 | Quênia · Quênia           | Subaru Impreza WRX                                 |                |           |
| R9  | 119  | John Ngunjiri Thuita Karanja          | Quênia · Quênia           | Subaru Impreza WRX                                 | N 4            |           |
| R9  | 120  | Carl Tundo Tim Jessop                 | Reino Unido · Quênia      | Subaru Impreza 555                                 |                |           |
| R4  | 121  | Ron Oakeley Julie Oakeley             | Reino Unido · Reino Unido | Subaru Impreza WRX                                 | N 4            | Mecânica  |
| R1  | 122  | Nishit Shah Kashif Shaikh             | Quênia · Quênia           | Subaru Impreza WRX                                 |                |           |
| R1  | 123  | Stefano Rocca Peter Stone             | Itália · Quênia           | Subaru Impreza 555                                 | A 8            | Mecânica  |
| R1  | 125  | Asad Anwar Tinu Khan                  | Quênia · Quênia           | Rover Mini Cooper                                  |                |           |